# توتو (گروه موسیقی)
توتو (انگلیسی: Toto) یک گروه موسیقی راک است که در ۱۹۷۷ در لس آنجلس تأسیس شد از جمله اعضای اصلی آن می‌توان به جوزف ویلیامز، دیوید پیک، استیو پرکارو و استیو لوکاتر اشاره کرد.
این گروه بیش از ۱۴ آلبوم در استودیو ضبط کرده‌اند و بیش از ۴۰ میلیون نسخه در سراسر جهان فروش داشته‌اند و چندین بار جایزه گرمی دریافت کرده‌اند.